# 艾特肯灣
艾特肯灣（英語：Aitken Cove），是南極洲的海灣，位於南奧克尼群島，處於惠特森角東北面，在1903年由蘇格蘭探險隊繪入地圖，現時由南極條約體系管理。